# Klemens (Kapalin)
Klemens, imię świeckie German Michajłowicz Kapalin (ur. 7 sierpnia 1949 w Udielnej) – metropolita Rosyjskiego Kościoła Prawosławnego. 

## Życiorys
Urodził się w rodzinie robotniczej. Jego młodszy o trzy lata brat Aleksy również wstąpił do zakonu (przyjmując tam imię Dymitr). Naukę w seminarium duchownym w Moskwie podjął po przerwaniu edukacji w technikum maszynowym. Po odbyciu obowiązkowej służby wojskowej i ukończeniu seminarium studiował w Akademii Duchownej w Moskwie. Po uzyskaniu dyplomu kandydata teologii podjął na tej uczelni pracę dydaktyczną. 
Działał w ruchu ekumenicznym; w 1977 był członkiem Wszechświatowej Prawosławnej Organizacji Młodzieżowej „Syndesmos” i uczestniczył w ekumenicznej Radzie Młodzieży Europy. W roku następnym złożył śluby zakonne. Święcenia diakońskie i kapłańskie przyjmował odpowiednio 24 grudnia 1978 i 7 kwietnia 1979. 14 października 1981 otrzymał godność igumena, zaś 8 czerwca 1982 – archimandryty. Dwa miesiące później został biskupem pomocniczym eparchii moskiewskiej z tytułem biskupa sierpuchowskiego. Do marca 1987 zarządzał parafiami rosyjskimi w jurysdykcji patriarchy Moskwy w Kanadzie i USA. 
Od 20 czerwca 1990 arcybiskup kałuski i borowski. Godność tę łączył ze stanowiskiem zastępcy przewodniczącego Wydziału Wewnętrznych Stosunków Kościelnych Rosyjskiego Kościoła Prawosławnego, zaś od 2003 do 31 marca 2009 także z tymczasowym zarządem eparchii moskiewskiej. 25 lutego 2004 otrzymał godność metropolity. 
Był wymieniany jako jeden z głównych kandydatów do objęcia tronu patriarchy Moskwy i całej Rusi po śmierci Aleksego II. Wyłoniony we wstępnym głosowaniu jako jeden z trzech kandydatów na patriarchę, był popierany przez konserwatywne kręgi cerkiewne. Uzyskał wówczas poparcie 32 biskupów z łącznej liczby 202 uprawnionych do głosowania. W drugiej turze głosowania zebrał 169 głosów i zajął drugie miejsce za metropolitą smoleńskim i kaliningradzkim Cyrylem, który objął tron patriarszy. 
Od 31 marca 2009 jest przewodniczącym Rady Wydawniczej Patriarchatu Moskiewskiego.
W 2014 na Rosyjskiej Akademii Gospodarki Narodowej i Administracji Publicznej przy Prezydencie Federacji Rosyjskiej uzyskał stopień doktora nauk historycznych na podstawie pracy poświęconej rosyjskiej kolonizacji Dalekiego Wschodu (ziem nad Oceanem Spokojnym).
Został odznaczony m.in. Orderem „Za zasługi dla Ojczyzny” IV klasy (2009), Orderem Honoru (2000) i Orderem Przyjaźni Narodów (1988).